# Beutekunst

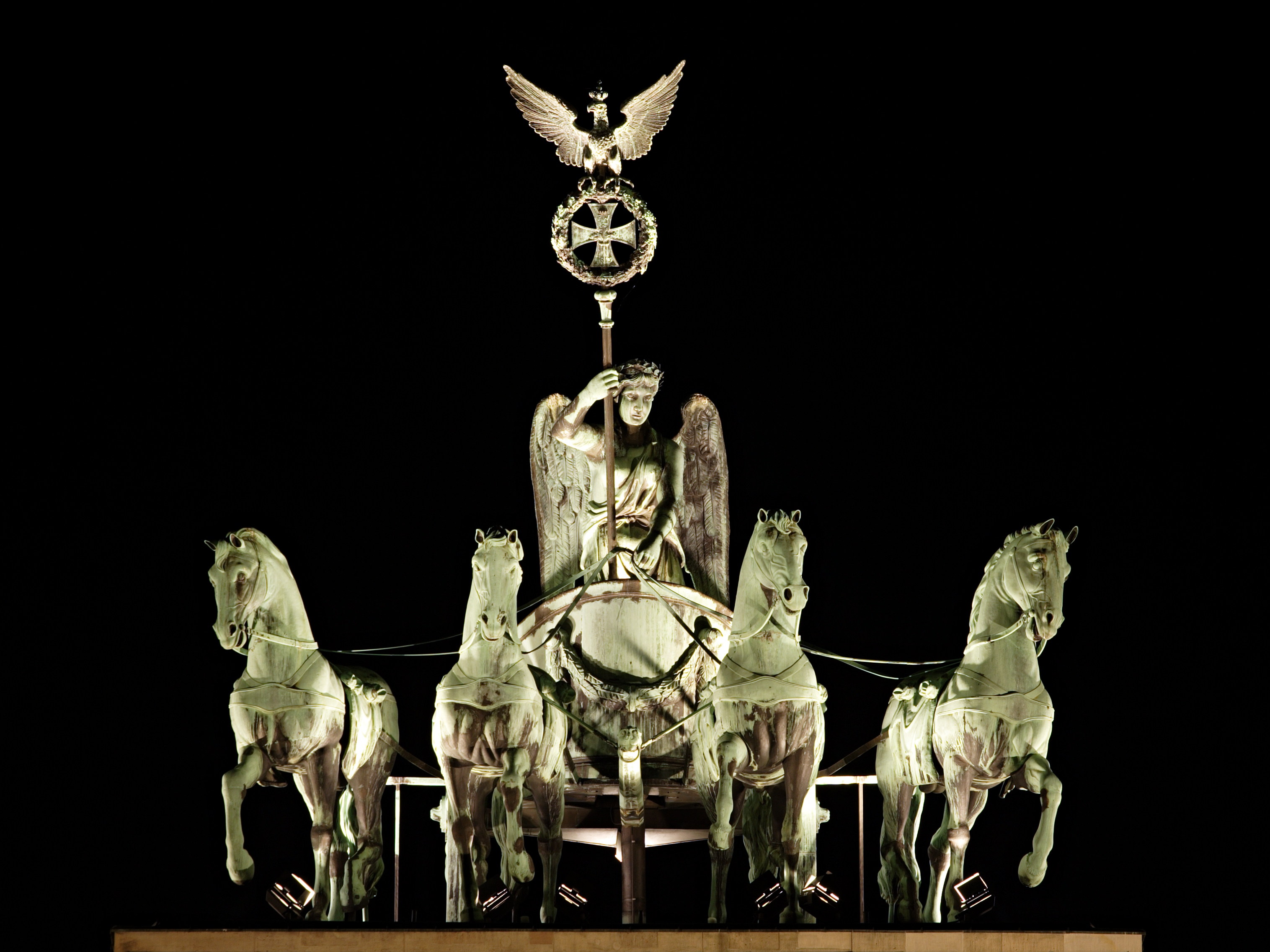
Die Quadriga auf dem Brandenburger Tor wurde 1806 von Napoléon Bonaparte als Kriegsbeute nach Paris geschafft und 1814 nach Ende der Koalitionskriege zurückgegeben.

Beutekunst nennt man zusammenfassend Kulturgüter, die sich eine Kriegspartei außerhalb ihres eigenen Territoriums als Kriegsbeute aneignet. Dies geschieht gewöhnlich, um sich persönlich oder den eigenen Staat zu bereichern, manchmal auch, um den Gegner zu demütigen. Oftmals ist der Kunstraub auch Ausdruck staatlicher Ideologie.
Beutekunst ist ein kulturelles Phänomen, das es als Folge von Kriegen seit jeher gegeben hat und das lange Zeit als völkerrechtlich legale Praxis galt. Bereits nach dem Ende der Napoleonischen Herrschaft beteiligte sich jedoch der Oberaufseher der Kunstschätze des Kirchenstaates Antonio Canova, der sich für die Rückführung der von Napoleon geraubten Kunstwerke einsetzte, aktiv an der Entwicklung des damals aufkommenden Rechtsbegriffs „Nationales Kulturgut“ und der damit verbundenen Vorstellung von dessen Schutzwürdigkeit gegenüber Zerstörung, Zerstreuung und Wegführung, wodurch insoweit die uneingeschränkte Gültigkeit des Beuterechts infrage gestellt wurde. Er war es auch, der in konsequenter Anwendung der von ihm aufgestellten Grundsätze 1816 dann umgekehrt die Restitution wenigstens eines Teils der 1622 als Kriegsbeute nach Rom verschleppten Handschriften der Bibliotheca Palatina nach Heidelberg, vorwiegend der Codices Palatini germanici, herbeiführte. Demgemäß verbietet Art. 56  der Haager Landkriegsordnung seit 1907 „jede Beschlagnahme, jede absichtliche Zerstörung oder Beschädigung von derartigen Anlagen, von geschichtlichen Denkmälern oder von Werken der Kunst und Wissenschaft“ als Akt der militärischen Gewalt auf besetztem feindlichem Gebiet. Die Haager Konvention zum Schutz von Kulturgut bei bewaffneten Konflikten von 1954 erkennt in ihrer  Präambel an,

„… dass jede Schädigung von Kulturgut, gleichgültig welchem Volke es gehört, eine Schädigung des kulturellen Erbes der ganzen Menschheit bedeutet, weil jedes Volk seinen Beitrag zur Kultur der Welt leistet …“

In der Rechtswissenschaft wird von der Beutekunst der Begriff der Raubkunst abgegrenzt. Unter Raubkunst verstehen Juristen Kulturgüter, die nicht kriegs-, sondern verfolgungsbedingt entzogen werden. Der Erwerb erfolgt unrechtmäßig oder auf moralisch fragwürdige Weise ausnahmslos von den Verfolgten eines Regimes. Das gilt vor allem für die NS-Raubkunst.

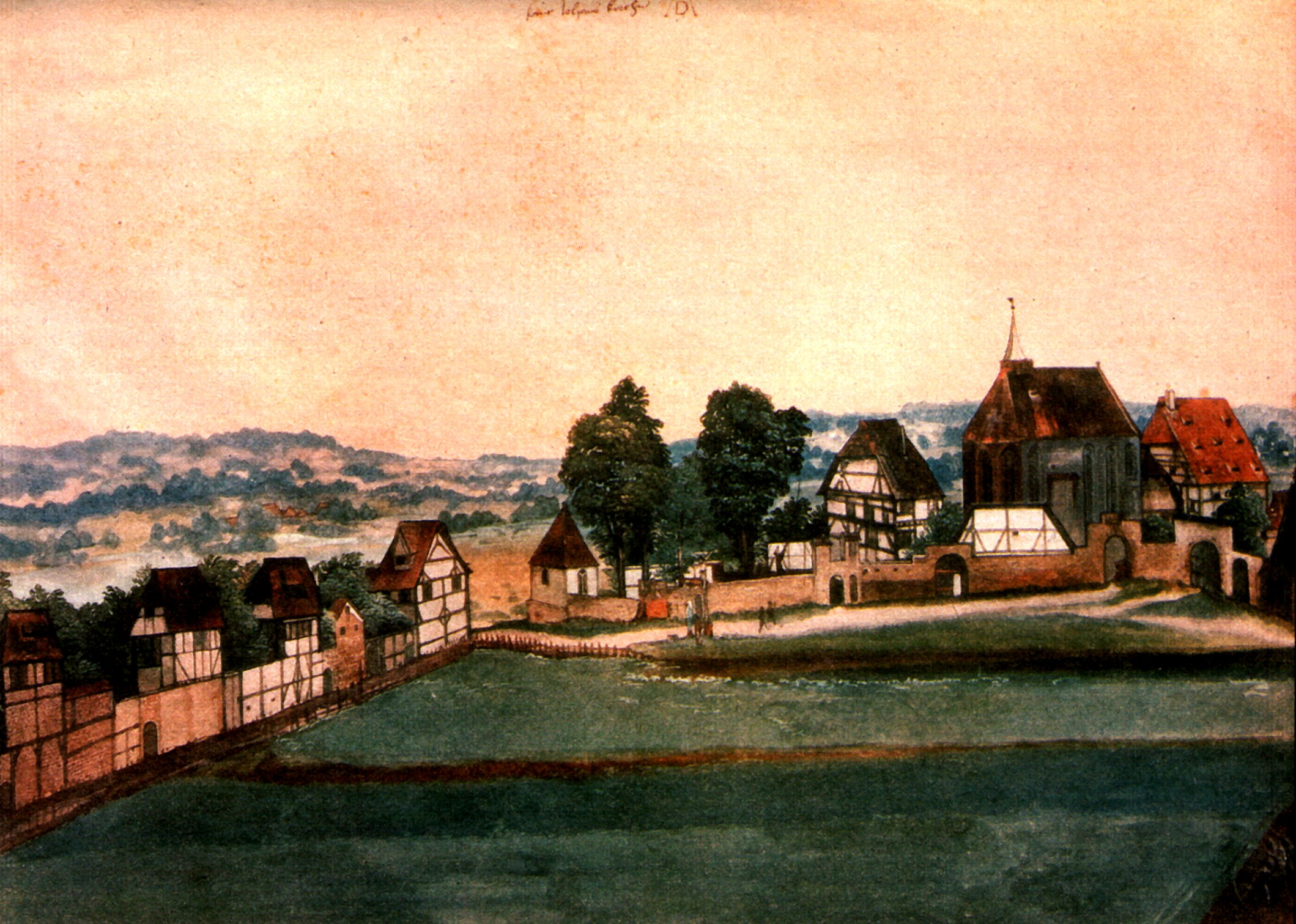
Johannisfriedhof in Nürnberg, Aquarell von Albrecht Dürer als Beispiel für Beutekunst der Alliierten im Zweiten Weltkrieg.

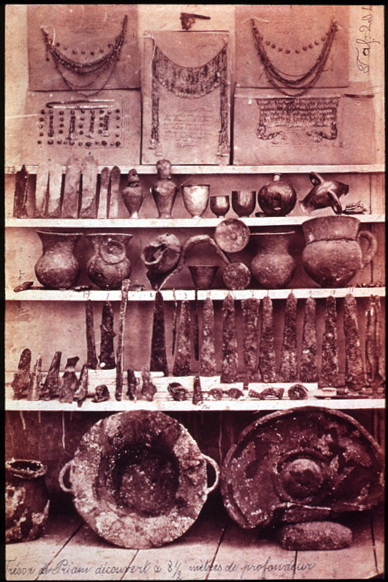
Der von Heinrich Schliemann entdeckte Schatz des Priamos: vor dem Zweiten Weltkrieg im Berliner Museum für Vor- und Frühgeschichte, heute als Beutekunst im Puschkin-Museum in Moskau.

## Beispiele in der Geschichte
- Ausstattung des Markusdoms in Venedig als Beute des vierten Kreuzzugs aus Byzanz, darunter 2600 (zumeist antike) Säulen, und vor allem die sogenannten „Pferde von San Marco“.
- Ein Beispiel für Beutekunst der Zeit der Rosenkriege ist der von der Peter von Danzig als Prisengut nach Danzig gebrachte Altar von Hans Memling.
- Als während des Dreißigjährigen Krieges im August 1622 die Kurpfalz von Truppen der katholischen Liga unter Tilly erobert worden war, wollte der bayerische Herzog Maximilian I. die berühmte Bibliothek nach München mitnehmen, musste sie aber Papst Gregor XV. auf dessen ausdrücklichen Wunsch hin überlassen. Ab Dezember 1622 wurde der Abtransport nach Rom durch den päpstlichen Gesandten und späteren Bibliothekar der Vaticana, Leone Allacci (1586–1669) organisiert.
- Kurz vor Beendigung des Dreißigjährigen Krieges wurden beim Prager Kunstraub 1648 von der schwedischen Armee unter General Königsmarck fast die gesamten Schätze des Hradschin sowie anderer Paläste auf dem Prager Burgberg, darunter 700 Gemälde, erbeutet und auf Befehl Königin Christinas nach Schweden überführt.
- Der sogenannte Kulturgüterstreit zwischen Zürich und St. Gallen hatte seine Ursache im Toggenburgerkrieg (12. April bis 17. August 1712) und wurde im April 2006 beigelegt.
- Verbringung des Pfauenthrons nach Persien 1739.
- Der Smaragd-Buddha wurde mehrfach von laotischen Fürstentümern untereinander und zuletzt 1778 aus Vientiane durch Rama I., König von Thailand geraubt. Eine Restitution lehnt die regierende Chakri-Dynastie bis heute ab.
- Napoléon Bonaparte nahm auf seinen Feldzügen zahlreiche wertvolle Kunstwerke für Frankreich in Besitz, die nach dem Ende des Kaiserreiches 1814 von den Alliierten wieder zurückgefordert wurden (siehe Chaptal-Erlass).
- Französische und englische Truppen plünderten und zerstörten 1860 den Alten Sommerpalast in Beijing. Viele Kunstwerke wurden vor Ort unter den Soldaten versteigert und gelangten auf verschiedenen Wegen in europäische Sammlungen.
- Französische Truppen eroberten 1892 das Königreich von Danhomè und nahmen Kunstwerke aus den Königspalästen mit in ihr Heimatland zurück.
- Englische Soldaten zerstörten 1897 den Königshof von Benin und nahmen dabei einige Tausend Bronzen – Beispiele hochwertiger afrikanischer Kunst – mit, die teilweise weltweit an Sammler und Museen verkauft oder britischen Museen gestiftet wurden, teilweise aber auch in Privatbesitz verblieben.
- Beutekunst im Zweiten Weltkrieg:
  - Die Nationalsozialisten verschafften sich in den von der Wehrmacht besetzten Gebieten viele bedeutende Kunstwerke.
  - Die Alliierten, insbesondere die Sowjetunion und Polen, aber auch die Westalliierten nahmen nach der Niederlage des Deutschen Reiches deutsche Kulturgüter in ihren Besitz. Vonseiten der Westalliierten wurden die meisten Kunstgegenstände, soweit noch auffindbar, wieder zurückgegeben. In den Nachfolgestaaten der Sowjetunion bzw. in Osteuropa befinden sich noch heute umfangreiche Kunstbestände und Bestände aus deutschen Bibliotheken. Häufig sind diese der Öffentlichkeit nicht zugänglich. Eines der bekanntesten Beispiele für diese Art Beutekunst ist der Schatz des Priamos (heute in Moskau).